# Qian Xuesen
Xuesen Qian, cinese:钱学森; (Hsue-shen Tsien) (Shanghai, 11 dicembre 1911 – Pechino, 31 ottobre 2009), è stato un matematico, fisico e ingegnere cinese, il quale diede un significativo contributo nei campi della aerodinamica, in particolare della missilistica, e nella ingegneria cibernetica. Lavorò sotto il governo statunitense fino al 1956, quando fu espulso perché accusato di comunismo nel periodo maccartista. Rientrò in Cina dove contribuì allo sviluppo del missile balistico Dongfeng e del programma spaziale cinese. Svolse anche un ruolo significativo nella costruzione e nello sviluppo dell'industria della difesa cinese, dell'istruzione superiore e del sistema di ricerca, della forza missilistica e di un'università tecnologica chiave.
Per i suoi contributi, divenne noto come il "Padre della missilistica cinese", soprannominato il "Re della missilistica". È riconosciuto come uno dei padri fondatori di Two Bombs, One Satellite ("Due bombe, un satellite").

## Biografia
Qian Xuesen nacque in Cina, ad Hangzhou, nell'insediamento internazionale di Shanghai, con radici ancestrali a Lin'an, Hangzhou, nel 1911. I suoi genitori erano Qian Junfu e Zhang Lanjuan. Si diplomò  alla scuola superiore affiliata all'Università Normale di Pechino e frequentò l'Università Nazionale di Chiao Tung (ora Università Jiaotong di Shanghai), laureandosi in ingegneria meccanica con specializzazione in amministrazione ferroviaria nel 1934. Svolse un tirocinio presso la base aerea di Nanchang.
Dopo essersi laureato, Qian fu ammesso alla borsa di studio Boxer Indemnity per studiare negli Stati Uniti. Lasciò la Cina continentale nell'agosto del 1935 e si iscrisse al Massachusetts Institute of Technology (MIT) conseguendo un master in ingegneria aeronautica il 18 dicembre 1936. Mentre era al MIT, Qian fu influenzato dai metodi della formazione ingegneristica americana, in particolare dalla sua attenzione alla sperimentazione. Ciò era in contrasto con l'approccio praticato all'epoca da molti scienziati cinesi, che enfatizzava gli elementi teorici piuttosto che l'esperienza diretta. Gli esperimenti di Qian includevano il tracciamento delle pressioni di Pitot utilizzando manometri riempiti di mercurio.
Theodore von Kármán, relatore di dottorato di Qian, ha descritto il loro primo incontro:
. 
Kármán fece della sua casa una scena sociale per gli aerodinamici di Pasadena, e Qian ne fu attratto: "A Tsien piaceva visitare la mia casa, e mia sorella lo apprezzava per le sue idee interessanti e i suoi modi diretti".
Poco dopo il suo arrivo al California Institute of Technology nel 1936, Qian rimase affascinato dalle idee missilistiche di Frank Malina, di altri studenti di von Kármán e dei loro soci, tra cui Jack Parsons. Insieme ai suoi compagni di studio, venne coinvolto in esperimenti relativi ai razzi presso il Guggenheim Aeronautical Laboratory del Caltech. A cauda della natura pericolosa ed esplosiva del loro lavoro, all'università furono soprannominati "Suicide Squad". Qian ricevette un dottorato magna cum laude in aeronautica e matematica dal Caltech il 9 giugno 1939.

## Carriera negli Stati Uniti

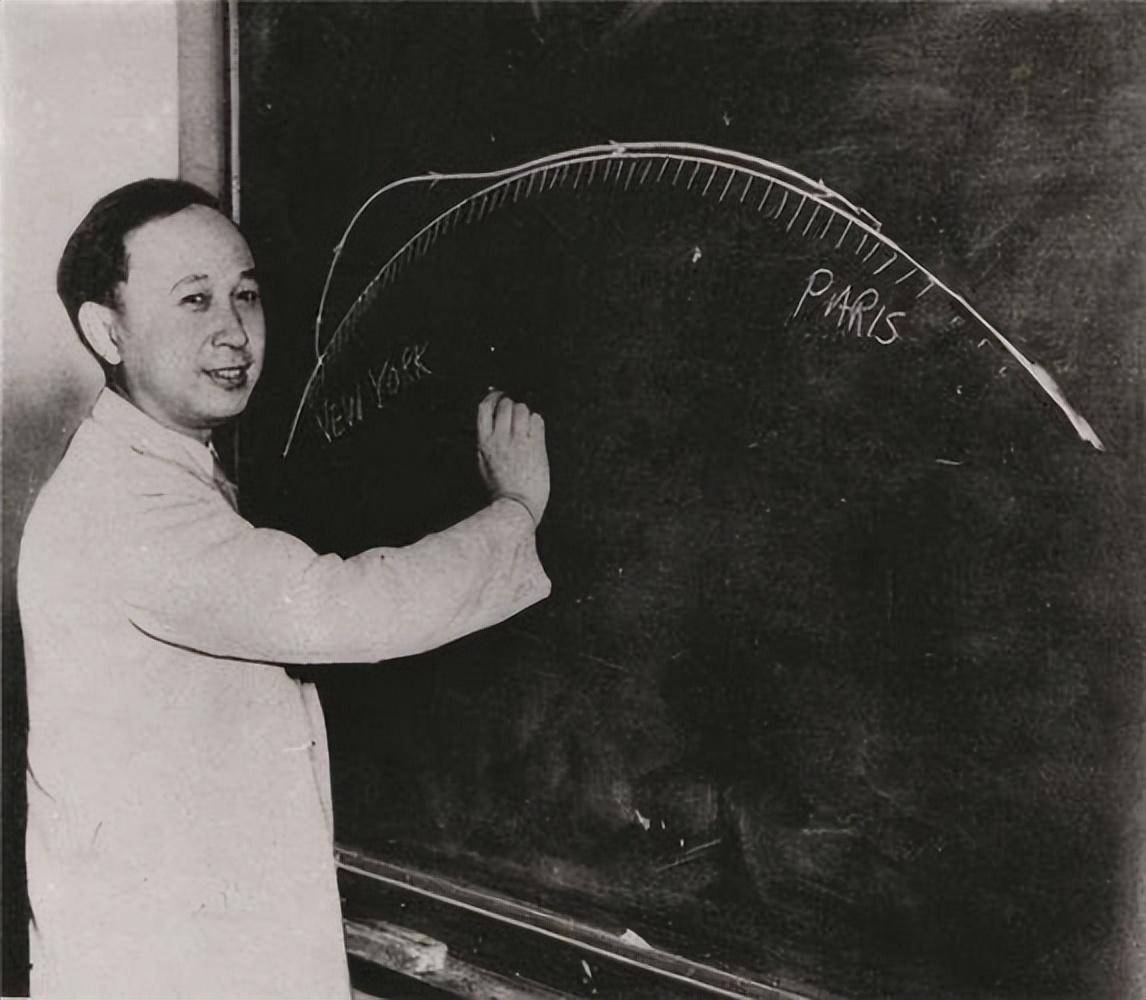
Qian nei primi anni 1940

Nel 1943, Qian e altri due membri del loro gruppo missilistico redassero il primo documento per utilizzare il nome di Jet Propulsion Laboratory.  In risposta al missile da crociera tedesco V-1 e al razzo V-2, lui e altri scienziati statunitensi svilupparono una varietà di missili altamente efficaci che furono vitali nelle fasi finali della seconda guerra mondiale.
Nel 1945, come colonnello dell'esercito statunitense con un nulla osta di sicurezza, Qian fu inviato in Germania per indagare sui laboratori e interrogare gli scienziati tedeschi, tra cui Wernher von Braun, e "reclutare scienziati tedeschi per il programma missilistico americano".
Von Kármán scrisse di Qian: "All'età di 36 anni, era un genio indiscusso il cui lavoro stava fornendo un enorme impulso ai progressi nell'aerodinamica ad alta velocità e nella propulsione a getto". Durante questo periodo, lavorò alla progettazione di un aereo spaziale intercontinentale, che in seguito avrebbe ispirato l'X-20 Dyna-Soar, un precursore dello Space Shuttle americano.

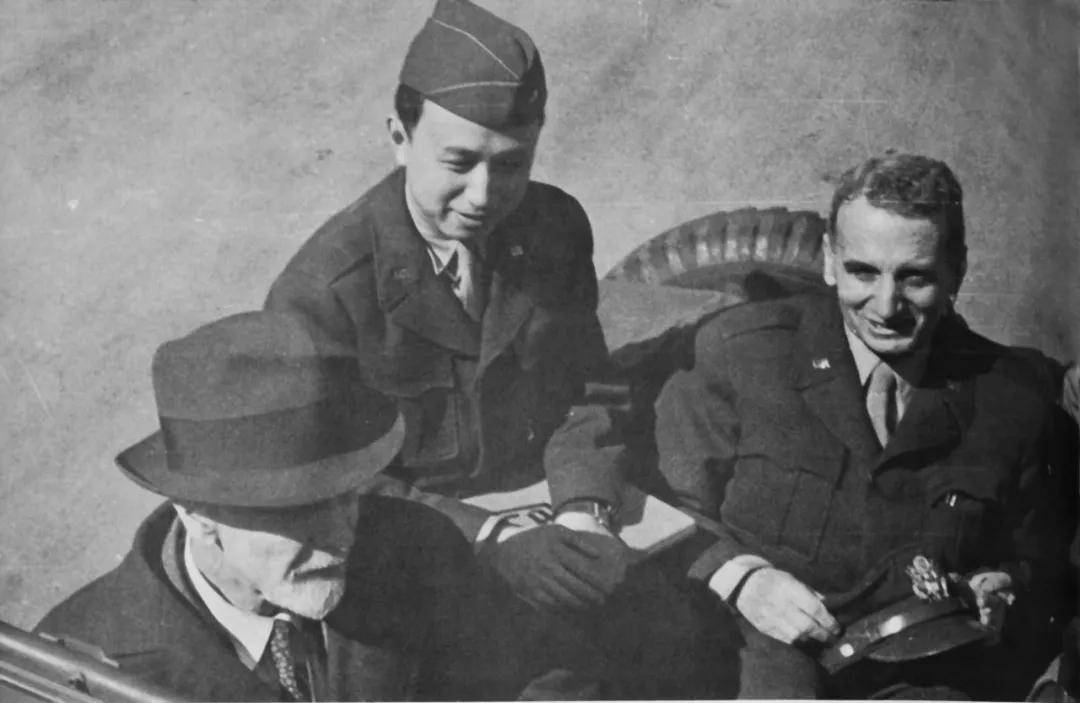
Da sinistra a destra: Ludwig Prandtl, Qian Xuesen, Theodore von Kármán. Prandtl servì la Germania durante la seconda guerra mondiale; von Kármán e Qian gli Stati Uniti. Il berretto d'oltremare di Qian mostra il suo grado temporaneo di colonnello dell'esercito degli Stati Uniti

Qian sposò Jiang Ying, una famosa cantante d'opera e figlia di Jiang Baili e di sua moglie, l'infermiera giapponese Satô Yato. Il vecchio Jiang era uno stratega militare e consigliere del leader del Kuomintang Chiang Kai-shek. I Qian si sposarono il 14 settembre 1947 a Shanghai, ed ebbero due figli; il loro figlio Qian Yonggang (钱永刚, noto anche come Yucon Qian)) nacque a Boston il 13 ottobre 1948, mentre la loro figlia Qian Yongzhen (钱永真) nacque all'inizio del 1950 quando la famiglia risiedeva a Pasadena, in California.
Poco dopo il suo matrimonio, Qian tornò in America per assumere una posizione di insegnante al MIT. Jiang Ying lo avrebbe raggiunto nel dicembre 1947. Nel 1949, con la raccomandazione di von Kármán, Qian divenne professore di propulsione a reazione al Caltech. È stato anche nominato primo direttore del Daniel and Florence Guggenheim Jet Propulsion Center del Caltech.
Nel 1947, Qian ottenne un permesso di soggiorno permanente e nel 1949 fece domanda per la naturalizzazione, anche se non riuscì ad ottenere la cittadinanza. Anni dopo, sua moglie Jiang Ying dichiarò in un'intervista a Phoenix Television che Qian non aveva fatto domanda per la naturalizzazione.

### Detenzione
All'inizio degli anni '40, l'intelligence dell'esercito degli Stati Uniti era già a conoscenza delle accuse secondo cui Qian era un comunista, ma il suo nulla osta di sicurezza non fu sospeso fino a prima della guerra di Corea. Il 6 giugno 1950, l'esercito revocò bruscamente il nulla osta di sicurezza di Qian, che fu interrogato dall'FBI. Nonostante il sostegno dei suoi colleghi e nessuna prova delle accuse, ricevette un ordine di espulsione differito dal Servizio Immigrazione e Naturalizzazione, e per i successivi cinque anni lui e la sua famiglia furono sottoposti agli arresti domiciliari parziali e alla sorveglianza governativa. Due settimane dopo, Qian annunciò che si sarebbe dimesso dal Caltech. 

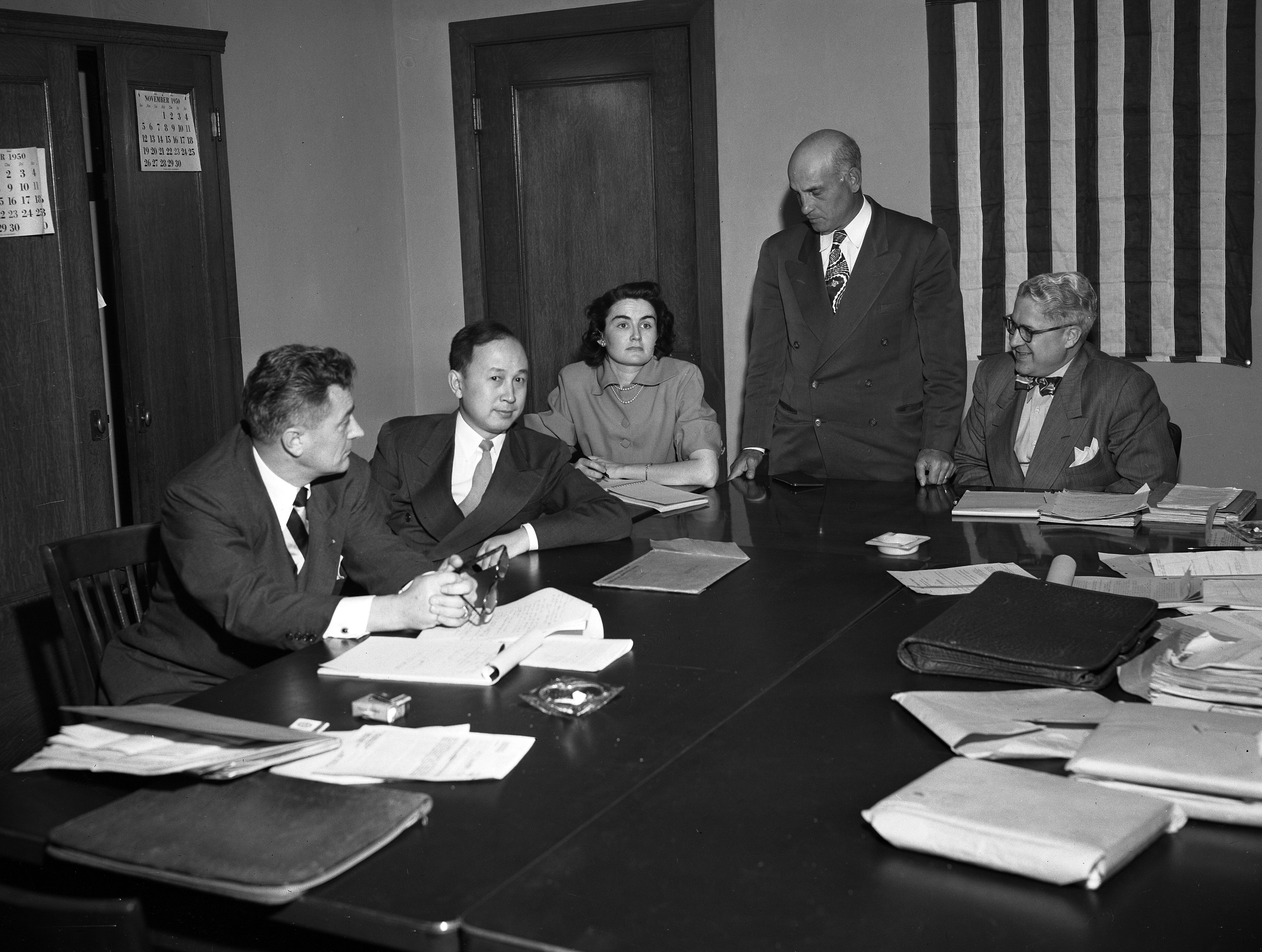
Qian all'udienza per la sua espulsione, 1950. Gli altri, da sinistra, sono Grant B. Cooper, l'avvocato di Xuesen; un cronista, Albert Del Guercio, funzionario esaminatore; Ray Waddell, uditore

In agosto, Qian ebbe una conversazione sull'argomento con Dan A. Kimball, l'allora sottosegretario della Marina che Qian conosceva personalmente. Dopo che Qian gli parlò delle accuse, Kimball rispose: "Diavolo, non credo che tu sia un comunista"; a quel punto Qian annunciò che intendeva lasciare il paese, dicendo: "Sono cinese. Non voglio costruire armi per uccidere i miei connazionali. È così semplice". Kimball rispose: «Non ti lascerò uscire dal paese». 
Dopo che l'azienda incaricata di organizzare il ritorno di Qian nella Cina continentale informò la dogana degli Stati Uniti che alcuni dei documenti trovati tra i suoi beni erano contrassegnati come "segreti" o "riservati", i funzionari statunitensi li sequestrarono da un magazzino di Pasadena. Il Servizio Immigrazione e Naturalizzazione degli Stati Uniti emise un mandato di arresto per Qian il 25 agosto. Qian dichiarò che i documenti con timbro di sicurezza erano stati  per lo più scritti da lui e avevano classificazioni obsolete, aggiungendo; "C'erano alcuni disegni e tabelle logaritmiche, ecc., che qualcuno potrebbe aver scambiato per codici". Incluso nel materiale c'era un album di ritagli di giornale sui processi di coloro che erano accusati di spionaggio atomico, come Klaus Fuchs. Un successivo esame dei documenti accertò che non contenevano materiale classificato. 
Mentre era al Caltech, Qian aveva segretamente partecipato agli incontri con il fratello di J. Robert Oppenheimer, Frank Oppenheimer, Jack Parsons e Frank Malina, organizzati dal chimico ebreo di origine russa Sidney Weinbaum e chiamati "Unità Professionale 122 del Partito Comunista di Pasadena". Il processo di Weinbaum iniziò il 30 agosto e sia Frank Oppenheimer che Parsons testimoniarono contro di lui.  Weinbaum fu condannato per falsa testimonianza e condannato a quattro anni. Qian fu preso in custodia il 6 settembre 1950 per essere interrogato e per due settimane fu detenuto a Terminal Island, una prigione federale di bassa sicurezza degli Stati Uniti vicino ai porti di Los Angeles e Long Beach.
Quando Qian era tornato dalla Cina con sua moglie nel 1947, aveva risposto "no" a un questionario sull'immigrazione che gli chiedeva se fosse mai stato membro di un'organizzazione che sosteneva il rovesciamento del governo degli Stati Uniti con la forza. Questo, insieme a un documento del "Partito Comunista Americano" del 1938 con il nome di Qian, venne utilizzato per sostenere che Qian era una minaccia alla sicurezza nazionale. I pubblici ministeri citarono anche una sessione di controinterrogatorio in cui Qian aveva detto: "Devo fedeltà al popolo della Cina continentale" e "certamente non" lascerebbe che il governo degli Stati Uniti prendesse la sua decisione per lui su chi avrebbe dovuto fedeltà in caso di conflitto tra gli Stati Uniti e la Cina comunista. 
Il 26 aprile 1951, Qian fu dichiarato soggetto a deportazione e gli fu proibito di lasciare la contea di Los Angeles senza permesso, ponendolo di fatto agli arresti domiciliari. 
Durante questo periodo, Qian scrisse Engineering Cybernetics, che fu pubblicato da McGraw Hill nel 1954. Il libro tratta della pratica dei servomeccanismi stabilizzatori. Nei suoi 18 capitoli, considera i controlli non interagenti di sistemi a molte variabili, la progettazione del controllo mediante la teoria delle perturbazioni e la teoria del controllo dell'errore di John von Neumann. Ezra Krendel recensì il libro, affermando che è "difficile sopravvalutare il valore del libro di Qian per coloro che sono interessati alla teoria generale dei sistemi di controllo complessi". Evidentemente, l'approccio di Qian era principalmente pratico, poiché Krendel osserva che per i servomeccanismi, il "consueto criterio di stabilità della progettazione lineare è inadeguato e devono essere utilizzati altri criteri derivanti dalla fisica del problema".
Successivamente, nel 1955, Qian Xuesen fu espulso dal paese, nonostante sostenesse di avere sempre servito con lealtà gli Stati Uniti. Il governo della nuova RPC accolse calorosamente Qian, che riscoprì la sua identità cinese. 
Egli propose al suo paese un programma di sviluppo per missili balistici e ne divenne subito il direttore del programma missilistico cinese, lavorando allo sviluppo del famoso missile antinave cinese Silkworm.

## Riconoscimenti
- Fu presidente onorario dell'Associazione cinese per le scienze e la tecnologia.

- A lui è dedicato l'asteroide 3763 Qianxuesen.[22]